# Çıkrıkçı, Selendi
Çıkrıkçı là một xã thuộc huyện Selendi, tỉnh Manisa, Thổ Nhĩ Kỳ. Dân số thời điểm năm 2011 là 563 người.